# 로렌스 H. 킬리
로렌스 H. 킬리(Lawrence H. Keeley, 1948년 8월 24일 ~ 2017년 10월 11일)는 미국의 고고학자이다. 석기의 사용흔분석을 개척한 것으로 알려져있으며, 1996년 저서 《원시전쟁》(War Before Civilization: Myth of the Peaceful Savage)으로도 알려져있다. 일리노이 대학교 시카고에서 고고학 교수로 재직했다.